# Christian Binder (Koch)

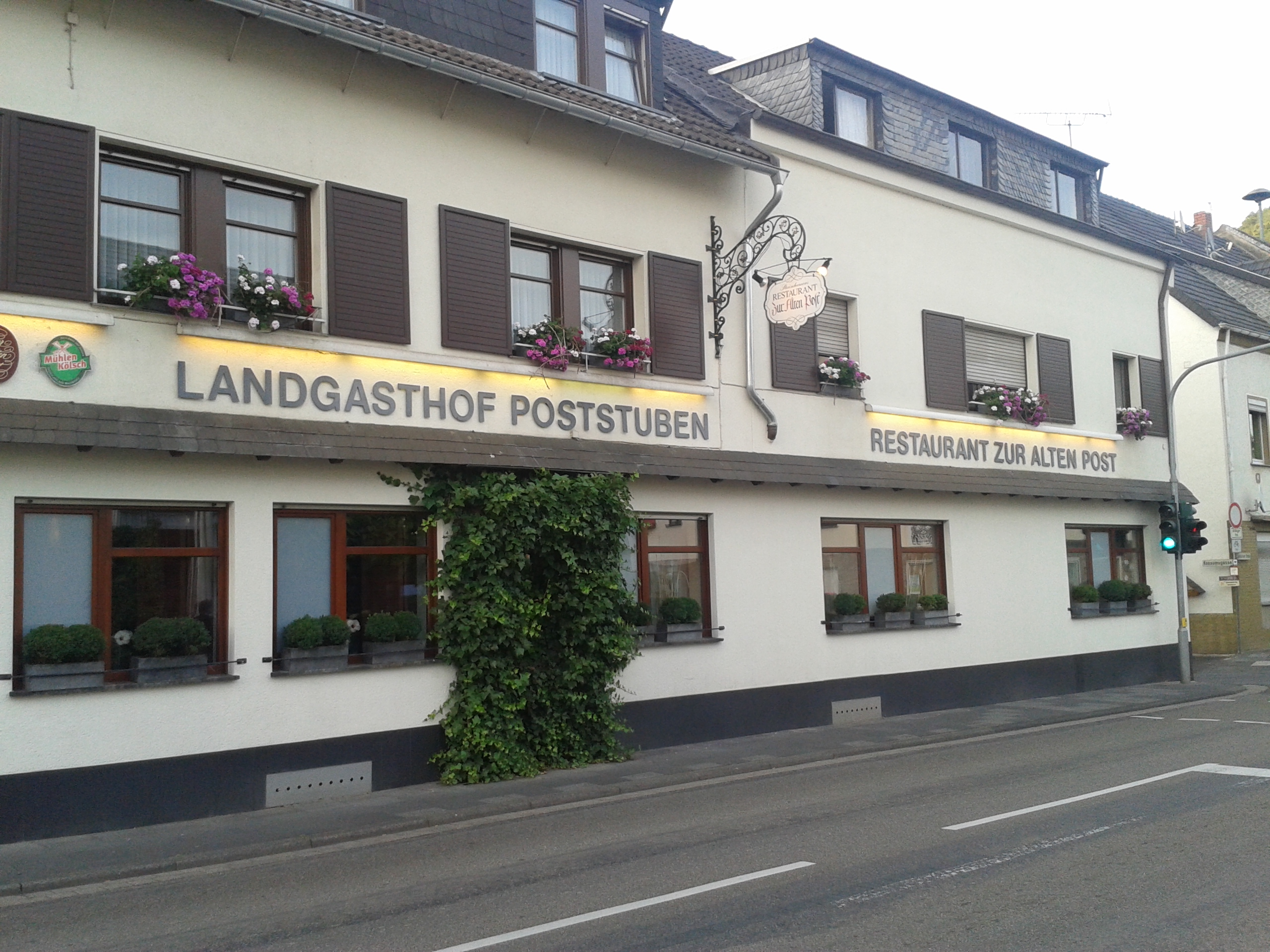
Steinheuers Restaurants

Christian Binder (* 3. Juli 1983 in Berlin) ist ein deutscher Koch.

## Werdegang
Seine Ausbildung absolvierte Binder bei Michael Hoffmann im Restaurant Margaux (ein Michelinstern). 2008 ging er zu Steinheuers Restaurant (zwei Michelinsterne) bei Hans Stefan Steinheuer in der Alten Post in Bad Neuenahr. Hier lernte er dessen Tochter Désirée Steinheuer kennen. Die beiden wurden ein Paar und gingen gemeinsam auf eine Lehrreise nach Shanghai, nach London zu Marcus Wareing und schließlich zu Nils Henkel ins Schlosshotel Lehrbach nach Bergisch Gladbach, er als Souschef in der Küche, sie als Restaurantleiterin. 2014 kehren sie zurück in die Alte Post.
2015 übernahm Binder von seinem Schwiegervater den Posten des Küchenchefs in Steinheuers Restaurant, das auch unter ihm weiter mit zwei Michelinsternen ausgezeichnet wird.
Seine Frau Désirée Steinheuer wurde von Falstaff zur Sommelière des Jahres 2020 gewählt.

## Auszeichnungen
- Seit 2015: zwei Michelinsterne für die Alte Post[3]

## Veröffentlichungen
- Mit Hans Stefan Steinheuer: Unsere Wurzeln. Tre Torri Verlag  2018, ISBN 978-3960330295.